# Caenocryptus nitens
Caenocryptus nitens là một loài tò vò trong họ Ichneumonidae.